# Rynkeby Kirke
Rynkeby Kirke er en kirke i Rynkeby Sogn i Kerteminde Kommune.
Selvom landsbyen måske er nævnt allerede o. 1277-86, synes der ikke at være bevaret middelalderlige kilder til kirken, bort set fra at den betalte 20 mark ved landehjælpen 1524-26.
Efter reformationen 1536 tilhørte den som de fleste andre kirker Kronen. 1679 solgte Kronen patronatsretten til generaladmiral Niels Juel, som umiddelbart efter solgte den videre til ejeren af sognets herregård, Skovsbo, Lisbeth Podebusk. Patronatsretten blev ved hendes død delt mellem arvinger, men samlet igen 1692-93 af Erik Lykke til Skovsbo. Herregården beholdt ejerskabet af kirken frem til overgangen til selveje 1918.
Revninge Kirke har været anneks til Rynkeby siden senest 1500-tallet.

## Bygning
Kirken er i sin kerne en senromansk teglstensbygning, af hvilken der er bevaret både kor og skib. Bygningen er imidlertid blevet udvidet flere gange i 1400- og 1500-tallet, alt sammen i munkesten (og munkeskifte).
Først blev skibet forlænget mod vest, så blev kor og skib forhøjet, nok o. 1417, og overhvælvet. Våbenhuset blev tilføjet o. 1482, og derefter blev det store tårn blev bygget i vest. O. 1520 opførtes kapellet på skibets nordside.

## Kalkmalerier
Kirkens kalkmalede udsmykninger blev opdaget 1960, da nordkapellets dekoration fra 1560'erne blev påvist. Siden dukkede en senmiddelalderlig udsmykning op under en undersøgelse 1964-65 i korets hvælv, og der blev fundet en udsmykning i korhvælvet, korbuen og i skibets vestende, der er samtidig med kapeludsmykningen, 1560'erne. Dette blev mestendels overhvidtet igen. To viekors blev fundet 1981 på korets østvæg.
Udsmykningen af nordkapellet står stort set intakt. Kapellets østvæg smykkes af tre gengivelser af Jesus, dels på korset, dels stående oprejst i lændeklæde med udslået hår og henholdsvis omfavnende marterpælen, dels stående med korslagte arme og tornekronen på hovedet. Dette er resultatet af en ændring i billedprogrammet undervejs i arbejdet, idet man oprindelig planlagde en mere traditionels Korsfæstelse med Maria og Johannes ved korsets sider.
Nordvæggen er smykket af 32 blanke våbenskjolde. Grundet dateringen af kalkmalerierne er det nærliggende at formode, at de enten har skulle pege på Hardenbergslægten, der 1562 tog bolig på Skovsbo, nærmere bestemt enten rigshofmester Ejler Hardenberg eller sønnen Erik Hardenberg,
vestvæggen med løvværk af samme type som korbuens og kapellets arkade. En rankeværksbort skiller kapellets vægge fra hvælvene, hvor der er malet et kor af 31 musicerende engle og i østkappen over Korsfæstelsen en Tronende Kristus, der sidder dømmende på regnbuen.
Nordkapellets udsmykning er et andagtsbillede, der gentager det Ny Testamentes udsagn om genopstandelse og frelsn på Dommens Dag. Det kredser om Jesus, der ofrede sig menneskehedens skyld og vender tilbage som Frelseren til tonerne fra engleskarerne (jf- 150. Davidssalme). At Johannes og Maria blev fjernet fra programmet må ses som et udtryk for en evangelisk, det vil sige reformatorisk forståelse af, at det alene er troen på Kristus, der frelser, mens forbønnen er underordnet.

## Inventar
Kirkens ældste inventargenstand er den romanske granitdøbefont af Vindingetype. Klokkerne er fra henholdsvis 1472 og 1503. Førstnævnte er dekoreret med både støbermærke, pilgrimstegn fra Wilsnack og en lang latinsk indskrift, der fortæller at den 1601 blev frikøbt af Erik Hardenberg og Anna Rønnow og derfor undslap klokkeindsamlingen 1601. 1503-klokken er støbt af en klokkestøber, hvis navn delvis kan læses på en af de sigiller, der er indstøbt i klokken: "...mvnsson."
Den udaterede prædikestol hører til en velkendt gruppe fra 1580'erne. Dens hjørnesøjler, planteornamenter og arkadens udsmykninger er identiske med prædikestolene i Korup og Birkende (dateret 1579), og alle tre må tilskrives samme snedkerværksted. En herskabsstol fra 1651 bærer Henrik Gyldenstiernes malede våbener, ligesom der er bevaret gavle og paneler fra hustru, Lisbeth Podebusks stol. Alterkalken er fra 1662 og blev formentlig skænket af Christian Urne til Søbysøgård. Hans præcise relation til kirken er uklar, men han ejede Lundsgård i annekssognet, Revninge, og kalken svarer i form, våbenskjold og initialer til den, der findes i Nørre Lyndelse Kirke nær Søbysøgård.
Altermaleriet er udført af den fynske kunster Christoffer Faber og forestiller Jesus, der lader børnene komme til sig. Billedet blev skænket til kirken 1857 af Hans Chrsitian von Westen Berg og er nu indsat i en ramme fra 1936. Alterskranken er et typisk nybarokt arbejde af kunstsmed Hans Rasmussen, Hudevad.

## Gravsten
Kirken rummer fire romanske gravsten, der alle er udsmykket med malteserkors og nok kommer fra samme stenhuggerværksted. Herudover er bevaret en gravsten fra 1628 over kirkeværge Erik Jepsen og hustru Gertrud Rasmusdatter.

## Eksterne kilder og henvisninger
- Wikimedia Commons har flere filer relateret til Rynkeby Kirke
- Rynkeby Kirke Arkiveret 31. januar 2011 hos  Wayback Machine hos nordenskirker.dk
- Rynkeby Kirke hos KortTilKirken.dk
- Rynkeby Kirke hos danmarkskirker.natmus.dk (Danmarks Kirker, Nationalmuseet)